# مارك راندال (كرة سلة)
مارك راندال (بالإنجليزية: Mark Randall) مواليد 30 سبتمبر 1967 في إدينا، هو لاعب كرة سلة أمريكي سابق بدأ مسيرته الاحترافية في سنة 1991 وحمل الرقم 52, 42. يبلغ طوله 6 قدم 8 بوصة (2.0 م). مثّل منتخب بلاده. اعتزل اللعب في 1997.

## فرق لعب لها
- شيكاغو بولز
- مينيسيوتا تيمبر وولفز
- ديترويت بيستونز
- دنفر ناغتس
- دنفر ناغتس

## الميداليات
| الميدالية | المسابقة                         |
| --------- | -------------------------------- |
| برونزية   | بطولة كأس العالم لكرة السلة 1990 |

## روابط خارجية
- مارك راندال على موقع الاتحاد الدولي لكرة السلة (الإنجليزية)
- مارك راندال على موقع إن بي أي (الإنجليزية)
- مارك راندال على موقع سبورتس رفرنس (الإنجليزية)
- مارك راندال على موقع كرة السلة الأوروبية.كوم (الإنجليزية)
- مارك راندال على موقع كلية كرة السلة في سبورتس رفرنس.كوم (الإنجليزية)
- مارك راندال على موقع ريلجم (الإنجليزية)
- مارك راندال على موقع بروبوليرز (الإنجليزية)
- مارك راندال على موقع سبورتس رفرنس (الإنجليزية)